# Yves Buysse
Yves René Rachel Buysse (Brugge, 3 september 1968) is een Belgisch Vlaams-nationalistisch politicus van het Vlaams Belang.

## Levensloop
Yves Buysse volgde de richting Latijn-Wetenschappen aan het Onze-Lieve-Vrouwecollege te Assebroek. Hij studeerde in 1992 af als licentiaat in de rechten aan de Universiteit van Gent en werkte daarna even als verzekeringsadviseur. 
Van 1993 tot 1995 was hij universitair medewerker van de Vlaams Blok-fractie in de Kamer van volksvertegenwoordigers en van 1995 tot 1996 fractiesecretaris van de Vlaams Blok-fractie in de Senaat. Van 1996 tot 2001 was hij vervolgens politiek secretaris van Frank Vanhecke, toenmalig partijvoorzitter van het Vlaams Blok (sinds 2004 Vlaams Belang). 
Voor het Vlaams Blok en het Vlaams Belang zetelde Buysse van april 2001 tot mei 2014 als rechtstreeks gekozen senator in de Senaat, waar hij van 2009 tot 2010 ondervoorzitter was. Van 2001 tot 2003 en van 2011 tot 2014 was hij er vast lid van de commissie voor de Sociale Aangelegenheden en van 2003 tot 2014 zetelde hij in de commissie voor Binnenlandse Zaken en Administratieve Aangelegenheden. Hiervan was hij van 2010 tot 2014 ondervoorzitter. Bij de verkiezingen van 2014 was hij kandidaat voor de Kamer van volksvertegenwoordigers, maar werd niet verkozen.
Daarnaast was hij van juni 1996 tot december 2012 gemeenteraadslid in Brugge. In de gemeenteraad was hij fractieleider van een groep die op het hoogtepunt acht verkozen raadsleden voor het Vlaams Belang telde. In oktober 2012 werd Buysse niet herkozen als gemeenteraadslid, maar in september 2016 maakte hij zijn rentree in de Brugse gemeenteraad nadat raadslid Alain Quataert ontslag nam. Bij de gemeenteraadsverkiezingen van oktober 2018 en die van oktober 2024 werd hij herkozen. 
Van 2015 tot 2019 was Buysse coördinator van de studiedienst van Vlaams Belang en sinds 2019 is hij personeelsdirecteur van de partij. In 2009 werd hij bovendien lid van het partijbestuur van Vlaams Belang. 
Bij de verkiezingen van 26 mei 2019 werd Buysse verkozen in het Vlaams Parlement. Hij werd tevens als deelstaatsenator naar de Senaat gestuurd. Van 2019 tot 2024 zetelde hij in het Vlaams Parlement in de commissie Economie, Werk, Sociale Economie, Wetenschap en Innovatie en van 2020 tot 2024 in de commissie Binnenlands Bestuur, Gelijke Kansen en Inburgering. Op 9 juni 2024 werd hij herkozen in het Vlaams Parlement, waar hij vervolgens ondervoorzitter van de commissie Binnenlands Bestuur werd. Tevens werd hij opnieuw aangeduid als deelstaatsenator. Sinds juli 2024 is hij ondervoorzitter van de Senaat.